# Alburnus heckeli
Espèce
Statut de conservation UICN

 LC  : Préoccupation mineure
Alburnus heckeli (Hazar bleak ou Hazer Shah Kuli en anglais) est un poisson d'eau douce de la famille des Cyprinidae.

## Répartition
Alburnus heckeli est endémique de Turquie où cette espèce ne se rencontre que dans le lac Hazar.

## Description
La taille maximale connue pour Alburnus heckeli est de 119 mm.

## Publication originale
- Battalgil, 1944 (1943) : Türkiye'de yeni tatlı su balιklarι. Nouveau poissons des eaux douces de la Turquie. Revue de la Faculté des Sciences de l'Université d'Instanbul, sér. B - Sciences Naturelles, vol. 9, n. 2 p. 126-133[4].